# Merulius
Merulius là một chi nấm thuộc họ Meruliaceae.